# Le Coucher de la Mariée
Le Coucher de la Mariée is een Franse film uit 1896, geregisseerd door Albert Kirchner.
Het is een van de eerste erotische films die gemaakt werden. De film duurt zeven minuten. Slechts 2 minuten van de film zijn bewaard gebleven. In het grootste deel van deze twee minuten kleedt hoofdrolspeelster Louise Willy zichzelf uit. Er speelt ook een man mee in de film, die op de achtergrond een krant leest.